# 广州造纸集团
广州造纸集团有限公司，始建于1938年，前身为广东省营制纸厂、广州造纸厂。辖下有广州造纸股份有限公司、广州越威纸业有限公司、广州造纸实业有限公司等经营实体。主要产品有胶印新闻纸、环保书写纸、试卷纸、环保牛皮纸等。

## 历史
民国二十一年（1932），广东省政府耗资毫洋8000多万元，在河南石头村筹建广东省营制纸厂，至民国二十七年建成。该厂占地2000多亩，是当时全国规模最大、设备最先进的纸厂。1949年10月14日广州解放，广州市人民政府接管该厂。10月下旬，该厂改名为广东省人民政府造纸厂，翌年7月改名广东造纸厂，1953年4月改称为国营广州造纸厂。
1956年5月29日，毛泽东主席前往广州造纸厂巡视。
2005至2012年，广纸集团积极响应广州市“退二进三”的要求，从海珠区搬迁到南沙区。